# Bokstavstro
Bokstavstro (lagiskhet) är tron på en urkunds, vanligen en religiös källskrifts, ordagranna innehåll. Bokstavstro ställs emot mer kritiska tolkningar av textens budskap utifrån att den skrevs i ett annat kulturellt sammanhang än läsaren lever i idag. Bokstavstro är ett centralt fenomen inom religiös fundamentalism och verbalinspiration, vilket brukar ställas emot liberal teologi och religiös modernism.

## Biblicism
Med biblicism  (eng. biblical literalism) eller bibliolatri menas att bibelns ord uppfattas bokstavligt, ofelbart och som en realistisk beskrivning av ett skeende eller ett förhållande. De enskilda bibelorden är norm i sig själva och en grund för tro och liv. Normen kan utvecklas på olika sätt, antingen i dogmatisk riktning eller mer som en lag som man följer. Biblicism kallas även bokstavstrogenhet.
Biblicismen har sina rötter tillbaka i medeltiden. Den medeltida rörelsen valdenserna riktade kritik mot den katolska kyrkan och hävdade bibeln som norm mot den katolska kyrkans betonande av traditionen. Kritik riktades mot kyrkans rikedomar och prakt av rörelser som i stället betonade enkelheten. Livet i kyrkan skulle präglas ett liv i Jesu efterföljd så som man såg det framställt i evangelierna.
Inställningen att bibeln skulle vara enda norm fick ny näring genom reformationen. Zwingli tog upp tankarna som funnits under medeltiden och såg i bibeln en bok som på ett ofelbart sätt gav vägledning i alla livets förhållande. Calvin såg i bibeln en norm som skulle reglera både enskilda människors liv och statens liv. Staten skulle styras med Guds bud som förebild. Luther såg på bibeln utifrån en helhetssyn som präglade hans syn på de enskilda bibelorden. Det var frälsningen genom Jesus Kristus som var kärnan. De bibelställen som inte direkt talade om detta skulle ses och tolkas utifrån denna helhetssyn. Bibeln fick inte läsas dogmatiskt eller som en lagbok. Det handlade om den enskilda människans och mänsklighetens frälsning och inte om att enskilda bibelord kunde tolkas var för sig.
Den pietistiska väckelsen på 1700-talet betonade bibeln som norm för den enskilda människan. Det skedde i viss motsättning mot den lutherska ortodoxin som betonade bekännelsen.
Under 1800-talets väckelserörelser blev bibelläsandet en viktig del av det andliga livet i dessa rörelser. En bibelsyn inspirerad av Johann Tobias Beck fick stor betydelse. Bibelns uppenbarelse var för den invigde ett Guds tilltal. Till den textkritiska bibelforskningen och vetenskapliga religionskritik som växte fram samtidigt ställde man i sig i allmänhet avvisande. Skeptiker betraktades som icke-troende, och icke-troende kunde inte komma åt den uppenbarade sanningen i bibeln utan Andens hjälp att förstå. De enskilda bibelorden och deras formuleringar spelade stor roll utifrån att de var inspirerade av Gud. Man avstod t.ex. från ed och vägrade värnplikt. Som biblicism kan man betrakta vägran att viga frånskilda och en negativ syn på homosexualitet med mera. I samma kultur tillämpades samtidigt stränga fromhetsideal som inte grundade sig i bokstavlig tolkning av Bibeln utan bland annat hade att göra med att rörelsen lockade många till omvändelse från missbruk och ville stödja dem att överge sitt gamla liv.
I den amerikanska fundamentalismen utvecklades en biblicism grundad på en speciell syn på den gudomliga inspirationen. Bibelns ofelbarhet på grund av att den Helige Ande styrt nedskrivandet är grunden för ett avståndstagande till bland annat utvecklingsläran och vetenskap. Enligt en biblicistisk syn finns i bibeln den ofelbara källan till kunskap inom alla områden. Fundamentalismen har utsatts för hård kritik men biblicismen påverkar många nutida bibelanvändare med rötter i 1800-talets väckelserörelser, och begreppet har därför fått negativ klang. Bibeltrohet eller bibeltrogenhet är ett begreppet som fundamentalister använder som självepitet.
Paulus argumenterar i Nya testamentet mot bokstavlig efterföljelse av Gamla testamentets lagar (dock inte mot bokstavlig läsning av skriften):
| ”                             | Bokstaven dödar men Anden ger liv | „ |
| – Andra Korinthierbrevet 3:6, |                                   |   |

Enligt en biblicistisk tolkning av dessa ord så syftar "Bokstaven" här på den gammaltestamentliga lagen och Guds gamla förbund med Israels folk, "dödar" syftar på syndafallet och mänsklighetens påföljande skuld, ondska och straff. Detta ställs mot nåden, förlåtelsen, friheten och den Helige Andes hjälp enligt Nya Testamentets evangelium. Ser man till sammanhanget i Andra Brevet till Korint, så ser man att det Paulus vill göra med sitt resonemang i brevet är att hävda sin auktoritet i det han skriver. Frågan är hur generellt man skall tolka ovanstående uttalande som ju är ett led i ett resonemang.